# Goedaoeta (stad)
Goedaoeta (Georgisch: გუდაუთა; Abchazisch: Гәдоуҭа; Russisch: Гудаута) is een stad in de Georgische autonome en feitelijk afgescheiden republiek Abchazië. De stad is het centrum van het gelijknamige district en ligt ongeveer 37 kilometer ten noordwesten van de Abchazische hoofdstad Soechoemi en 442 kilometer van Tbilisi. Goedaoeta is gesitueerd in een vlakte aan de Zwarte Zee rond de monding van de rivier de Goedaoe.

## Toponiem
Het toponiem Goedaoeta verscheen begin 19e eeuw eerst op kaarten als hydroniem van een rivier (Russisch: Гудота, Goedota; Гдоута, Gdo-oeta) en vanaf 1842 als plaatsnaam Goedota. Vanaf de tweede helft van de 19e eeuw stond de plaats bekend als Goedaoeta, wat "plaats langs de rivier Goedaoe" betekent. Het oorspronkelijke Georgische hydroniem was Goedava (Georgisch: გუდავა).

## Geschiedenis
In de 13e eeuw was op de plek van Goedaoeta een Genuese handelspost 'Cavo di Buxo'. Hiervan werd in 1280 voor het eerst melding gemaakt. In de middeleeuwen was de belangrijkste activiteit in het nabijgelegen Lichni. Begin 19e eeuw ontstond de moderne nederzetting Goedaoeta, en werd het in 1868 een districtscentrum. In de nacht van 30 april op 1 mei 1877, tijdens de Russisch-Turkse Oorlog, landden Ottomaanse troepen onder leiding van Ahmed Muhtar Pasha met zes boten in Goedaoeta. Na de opening van de Novorossiejsk - Soechoemi hoofdweg via Goedaoeta, kreeg de nederzetting een impuls van ontwikkeling.
In het begin van de 20e eeuw werd Goedaoeta een belangrijk centrum van handel en maakindustrie. In 1926 verkreeg Goedaoeta de stadsstatus en ontwikkelde de economische activiteit zich rond de tabaksfermentatie, wijnproductie, citrusverpakkingen, mechaniek, thee verwerkende industrie en productie-installaties voor bouwmaterialen.

## Demografie
Op 1 januari 2022 telde Goedaoeta 8.752 inwoners, een lichte groei ten opzichte van de volkstelling van 2011. In de jaren 1990 verloor de stad de helft van de bevolking door het Georgisch-Abchazisch conflict en het uiteenvallen van de Sovjet-Unie. De stad werd volgens de volkstelling van 2011 in meerderheid door Abchaziërs bewoond (82,3%), gevolgd door Russen (8,7%), Armeniërs (3,4%) en Georgiërs (2,6%). In de Sovjet-periode was verschoven de etnische verhoudingen in de stad langzamerhand naar een meer Russische en Abchazische samenstelling. Door de burgeroorlog in 1992-1993 raakten met name de Georgiërs ontheemd die nadien niet meer zijn teruggekeerd.
| Aantal | 3.601 | 7.056 | 13.019 | 13.241 | 14.164 | 15.264 | 7.738 | 8.514 | 8.752 |  |  |  |  |  |
| |       |       |        |        |        |        |       |       |       |  |  |  |  |  |
| Abchaziërs | 10,7% | 15,5% | -      | 27,1%  | 36,7%  | 48,0%  | -     | 82,3% | -     |  |  |  |  |  |
| Armeniërs | 7,2%  | 7,5%  | -      | 12,5%  | 11,5%  | -      | -     | 3,4%  | -     |  |  |  |  |  |
| Georgiërs | 22,1% | 14,6% | -      | 15,4%  | 15,0%  | 13,1%  | -     | 2,6%  | -     |  |  |  |  |  |
| Russen | 24,8% | 37,2% | -      | 33,9%  | 27,3%  | 21,2%  | -     | 8,7%  | -     |  |  |  |  |  |
| Verantwoording data: 1926-2011. Volkstellingen 2003 en 2011, jaaropgave 1 januari 2022. Noot: De Abchazische cijfers vanaf 1994 worden niet erkend door Georgië. |       |       |        |        |        |        |       |       |       |  |  |  |  |  |

## Vervoer
Goedaoeta ligt aan de Georgische S1 / E97, de belangrijkste hoofdroute door Abchazië, die de stad in zuidoostelijke richting verbindt met de Abchazische hoofdstad Soechoemi, en in noordwestelijke richting met Gagra en de Russische grens bij Leselidze. In de jaren 1940 werd Goedaoeta vanuit Soechoemi met het spoor verbonden en in 1949 werd de verbinding in de richting van Rusland in gebruik genomen.

## Geboren
- Roman Chagba (1964), Sovjet-Georgisch voetballer.
- Achrik Tsveiba (1966), Sovjet en Georgisch voetballer.
- Denis Tsargoesj (1987), Russisch worstelaar.